# Gestion des langues
La gestion des langues est une discipline qui consiste à satisfaire des besoins d'usage de plusieurs langues, dans un même État, dans des entreprises, dans des institutions internationales où l'on doit pratiquer plusieurs langues, ou dans des organismes culturels.

## Diversité culturelle et multilinguisme
On compte actuellement environ 6 000 langues dans le monde, dont 85 sont protégées par des États souverains.
La Déclaration universelle de l'UNESCO sur la diversité culturelle en 2001 rappelait la richesse du patrimoine culturel mondial, qui lui vient de sa diversité culturelle : 
« Ce patrimoine culturel immatériel, transmis de génération en génération, est recréé en permanence par les communautés et groupes en fonction de leur milieu, de leur interaction avec la nature et de leur histoire, et leur procure un sentiment d'identité et de continuité, contribuant ainsi à promouvoir le respect de la diversité culturelle et la créativité humaine. »
L’UNESCO a organisé une conférence sur le “multilinguisme pour la diversité culturelle et la participation de tous dans le cyberespace” à Bamako, au Mali, les 6 et 7 mai 2005, en partenariat avec l'Académie africaine des langues (ACALAN), l'Organisation internationale de la francophonie (OIF), et le gouvernement du Mali, ainsi que d'autres organisations internationales.
L'UNESCO est par ailleurs à l'origine de la mise en place de la notion de patrimoine culturel immatériel, qui a pour objectif de gérer le patrimoine culturel sur le plan de son support informationnel. Par exemple, les textes et images associés à la marque Louvre font partie du patrimoine culturel immatériel, et il va de soi que la diversité des visiteurs nécessite de gérer des textes dans plusieurs langues.
Cette réunion visait à préparer la deuxième phase du Sommet mondial sur la société de l'information (à Tunis, en Tunisie, du 16 au 18 novembre 2005).
D'autre part, le phénomène de mondialisation produit des échanges qui nécessitent de gérer différentes langues dans les nœuds d'interconnexion (aéroports, gares…).
La Toile, enfin, génère des échanges commerciaux indifférents aux frontières linguistiques, et des communautés virtuelles, comme Wikipedia, où des participants de langues différentes peuvent dialoguer et échanger des informations et des connaissances.

## Politiques linguistiques
Les institutions internationales, les États, et les entreprises sont confrontés à des besoins de gestion des langues.

### Institutions internationales
Dans les institutions internationales, les langues peuvent avoir différents statuts : langue officielle ou langue de travail.

### États, Union européenne
Beaucoup d'États, notamment dans l'Union européenne, comportent plusieurs langues officielles sur leur territoire :
C'est le cas :
- de la Belgique (néerlandais, français, allemand) ;
- du Luxembourg (français, allemand, luxembourgeois) ;
- de la Suisse (allemand, français, italien, romanche) ;
- du Canada (français et anglais),
- de nombreux pays d'Afrique ;
- etc.

En France, où il existe beaucoup de langues régionales, spécialement dans les régions transfrontalières (les langues transfrontalières) et en Bretagne (le breton et le gallo), aucune d'entre elles n'a de statut officiel.
Un certain nombre d'États ont donc mis en place des politiques linguistiques.
À une échelle plus large, l'Union européenne a également défini une politique linguistique, qui distingue 24 langues officielles.

### Impact sur l'école.
A l'entrée à l'école, des enfants de diverses cultures sont contraints d'abandonner leurs racines culturelles, leurs langues maternelles, au profit de la langue normative générée par l'école. Des recherches ont montré que l'école, par son action de transmission de la norme du pays, contribue à détruire la diversité, pouvant même créer chez certains enfants un rejet de leur langue maternelle qui se révèle la cause de leurs difficultés scolaires ou de moqueries.
Afin de favoriser les attitudes positives telles que la reconnaissance et la légitimation du plurilinguisme, certains projets ont été mis en place dans quelques pays. Ces projets permettent également de construire chez les jeunes enfants, une réflexion métalinguistique qui leur facilitera l'apprentissage d'une langue seconde.

#### Historique de la méthode d'éveil aux langues
Cette méthode nait en Grande-Bretagne dans les années 1980 par Eric Hawkins, instigateur du courant language awareness.
Dans les années 1990, mise de côté par le Royaume-Uni, la Suisse et d'autres pays d'Europe réactualisent cette méthode en proposant différents projets tels que: Evlang, Eole, Jaling.
Au Québec le projet Elodil est en train de se mettre en place dont l'application révèle des effets positifs, comme une participation et un soutien plus important des parents aux activités scolaires.

### Entreprises
Beaucoup d'entreprises multinationales sont amenées, à la suite du mouvement stratégique (et souvent rapide) d'internationalisation, à changer la langue de travail de tout ou partie de leur activité. Dans une immense majorité de cas, la langue choisie est l'anglais dit ''lingua franca'' ou langue véhiculaire. La langue de la maison mère garde souvent une importance aux côtés de cette lingua franca. Un grand nombre de documents viennent alors à être publiés en anglais, lequel peut devenir la langue officielle de certaines réunions, conférences téléphonique ou visioconférences. 
Ceci pose d'évidentes questions de gestion de langue. Comment former les salariés à leur nouvelle langue de travail dans les cas où l'anglais n'est pas la langue officielle de l'État où se trouve implanté l'établissement ? Quelle pertinence y a-t-il à imposer une langue étrangère aux salariés de l'entreprise, dans la mesure où l'usage de cette langue les prive d'une partie de leur compétence et nuit à leur productivité ? Il y a là une équation économique à résoudre entre, d'une part, les bénéfices (le plus souvent importants) tirés de l'internationalisation et les méfaits de cette internationalisation sur le plan linguistique, méfaits invisibles mais pourtant bien présents et générant des coûts potentiellement élevés : coût de l'inefficacité, coût de la traduction, coût de la formation professionnelle...

### Francophonie
La francophonie forme une communauté d'intérêt sur l'usage de la langue française.
Elle a apporté une contribution à deux sommets mondiaux sur la société de l'information, à Genève en 2003, et à Tunis en 2005. L'Agence intergouvernementale de la francophonie a rassemblé des ressources sur ce sujet
L’Organisation internationale de la francophonie gère un carrefour international francophone de documentation et d'information.

## Langues et ressources informatiques

### Exemples
Il existe actuellement des bases de données documentaires qui contiennent un grand nombre d'informations, dans une ou plusieurs langues :
- l'UNESCO dispose de bases de données documentaires qui permettent de gérer le patrimoine mondial ;
- l'OCDE dispose également d'une des bases de données documentaires les plus importantes, qui permet de gérer, notamment, les questions de pressions sur l'environnement dues aux activités humaines (voir pression-état-réponse, modèle PER) ;
- les États gèrent également des informations publiques. Dans l'Union européenne, la mise à disposition de ces informations fait l'objet de la directive 2003/98/CE.

### Langue primaire et langue de traitement
Généralement, l'information source est disponible dans une seule langue. Les traitements sont donc effectués dans cette langue, appelée langue de traitement.
La langue correspondant aux besoins à satisfaire est appelée langue primaire.
Il est donc nécessaire de pouvoir convertir une langue dans les autres et réciproquement, en fonction des besoins des utilisateurs, des règles métier, et de la langue de la source.
Il est également nécessaire de disposer d'un cadre de description des ressources informatiques, qui permette d'effectuer une transposition fidèle au sens des textes. Il est évident que la sémantique joue un rôle très important. La gestion des langues sera faite utilement dans le cadre du Web sémantique. L'OASIS a défini un cadre qui s'appelle Resource Description Framework (RDF).
Les systèmes de gestion de contenu et les systèmes de gestion électronique de documents doivent disposer d'interfaces intelligentes leur permettant d'interopérer avec la ou les sources, et d'effectuer si nécessaire une traduction (associée à une remise en forme) pour les besoins de l'usager final.

### Négociation du contenu
Pour la gestion de différentes langues d'un contenu web, on a introduit un processus de négociation du contenu, basé sur le protocole HTTP.